# Горлаченко, Михаил Иосифович
Михаил Иосифович Горлаченко (21 ноября 1905, Браиловка, Херсонская губерния — 4 января 1976, Архангельское, Московская область) — советский военный деятель, генерал-майор авиации (1943 год).

## Начальная биография
Михаил Иосифович Горлаченко родился 21 ноября 1905 года в селе Браиловка.

## Военная служба

### Довоенное время
В августе 1922 года был призван в ряды РККА, после чего был направлен на учёбу в расположенную в Харькове Военную школу червоных старшин, по окончании которой в августе 1925 года служил в 300-м стрелковом полку (100-я стрелковая дивизия, Украинский военный округ) на должностях командира стрелкового взвода, взвода полковой школы, политрука роты и командира батальона.
В марте 1934 года Горлаченко был направлен на учёбу в расположенную в Борисоглебске 2-ю военную школу летчиков, по окончании которой в декабре 1935 года был назначен на должность командира звена 9-й лёгкой штурмовой авиаэскадрильи 114-й авиационной бригады, а в августе 1937 года — на должность командира 8-й разведывательной авиаэскадрильи (43-я смешанная авиационная бригада), находясь на которой, принимал участие в боевых действиях в ходе Гражданской войны в Испании, совершил 33 боевых вылета на самолётах ССС.
В апреле 1938 года был назначен на должность помощника командира, а в сентябре — на должность командира 4-го лёгкого бомбардировочного авиационного полка. Принимал участие в ходе советско-финской войны, совершил семь боевых вылетов на самолётах Р-Z.
В декабре 1940 года был направлен на учёбу на курсы усовершенствования командиров авиационных полков при Военной академии командного и штурманского состава ВВС Красной Армии, по окончании которых в марте 1941 года был назначен на должность командира 260-го ближнебомбардировочного авиационного полка.

### Великая Отечественная война
В августе 1941 года был назначен на должность командира 198-го штурмового авиационного полка (31-я смешанная авиационная дивизия), а в июне 1942 года — на должность командира 226-й штурмовой авиационной дивизии, которая приняла участие в ходе в оборонительных боевых действий на полтавском, купянском и валуйско-россошанском направлениях, а также в Сталинградской битве.
В декабре 1942 года был назначен на должность командира 3-го штурмового авиационного корпуса, участвующего в ходе Курской битвы, а также в Брянской, Городокской, Белорусской, Висло-Одерской, Нижнесилезской, Верхнесилезской, Берлинской и Пражской наступательных операциях. За отличия, проявленные в боях при прорыве обороны противника на реке Нейсе и успешное выполнение боевых заданий корпус был награждён орденом Кутузова 2 степени и ему присвоено наименование «Минский».

### Послевоенная карьера
В июне 1945 года был назначен на должность заместителя командующего 4-й воздушной армией по боевой подготовке.
В марте 1947 года Михаил Иосифович Горлаченко был направлен на учёбу в авиационный факультет Высшей военной академии имени К. Е. Ворошилова, по окончании которого в апреле 1949 года был назначен на должность командующего ВВС Приволжского военного округа. С декабря 1950 года состоял в распоряжении 10-го отдела 2-го Главного управления Генштаба, после чего в январе 1951 года был направлен в специальную командировку в Китай, после возвращения из которой с января 1953 года вновь исполнял должность командующего ВВС Приволжского военного округа, а в мае 1958 года был назначен на должность начальника штаба — первого заместителя командующего ВВС Уральского военного округа.
Генерал-майор авиации Михаил Иосифович Горлаченко в июне 1961 года вышел в отставку.
Умер 4 января 1976 года в посёлке Архангельское Красногорского района Московской области. Похоронен на Кунцевском кладбище в Москве.
Жена Горлаченко Анна Ивановна (ск. 1993 г.), город Одинцово Московской области.

## Награды
- Орден Ленина (06.11.1947);
- Четыре ордена Красного Знамени (17.03.1937, 06.11.1941, 03.11.1944, 20.04.1953);
- Орден Суворова 2 степени (22.07.1944);
- Орден Кутузова 2 степени (28.09.1943);
- Орден Отечественной войны 1 степени (22.02.1943);
- Медали.
- Иностранные орден и медали.